# Nigel Barker
Nigel Chase Barker (* 26. Februar 1883 in Petersham, New South Wales; † 31. Juli 1948 in Sydney, Australien) war ein australischer Leichtathlet, der zu Beginn des 20. Jahrhunderts im Sprint erfolgreich war. Er wurde zweimal in Folge Landesmeister über 100 Yards, dreimal in Folge Landesmeister über 220 Yards und viermal in Folge Landesmeister über 440 Yards, wobei er zweimal hintereinander die Meisterschaft über alle drei Sprintstrecken gewinnen konnte:
| Jahr        | 1904         | 1905         | 1908         | 1909         |
| 100 yds (s) | 10,2 (2.)    | 10,4 MEISTER | 10,2 MEISTER | (4.)         |
| 220 yds (s) | 23,3 MEISTER | 22,2 MEISTER | 22,6 MEISTER | (3.)         |
| 440 yds (s) | 50,5 MEISTER | 48,5 MEISTER | 51,0 MEISTER | 50,4 MEISTER |

Auch im Weitsprung ging er an den Start. Hier wurde er 1905 mit 6,47 m MEISTER und 1908 mit 6,15 m Zweiter.
Er nahm an den Olympischen Zwischenspielen 1906 in Athen 
teil und gewann zwei Bronzemedaillen:
- 100 m in 11,4 s hinter Archie Hahn (Gold in 11,2 s) und Fay Moulton (Silber in 11,4 s)
- 400 m in 54,1 s hinter Paul Pilgrim (Gold in 53,2 s) und Wyndham Halswelle (Silber in 53,8 s)